# حجب إقليمي
الحجب الإقليمي (أو ترميز المنطقة) هو أحد أشكال إدارة الحقوق الرقمية التي تحظر استخدام منتج أو خدمة معيّنة خارج إقليم أو مقاطعة معيّنة، كالوسائط المتعدّدة أو بعض الأجهزة. قد يُنفّذ الحجب الإقليمي عن طريق وسائل مادّية، أو حتّى تقنية كتحديد المستخدم من خلال عنوان الأي بي أو استخدام أكواد التعريف، أو عن طريق وسائل غير متعَمّدة مُستحدثة من بعض الأجهزة الداعمة لبعض التقنيات الإقليمية وحسب (كصيغ الفيديو، مثل إن تي إس سي وبّي أي إل).
يُطبّق الحجب الإقليمي لعدّة أسباب مثل زعزعة إصدار منتج معيّن أو تجنّب خسارة المبيعات لصالح الناشر الأجنبي، أو لمضاعفة تأثير المنتج في إقليم ما من خلال إضفاء الطابع المحلّي على المنتج، أو لعرقلة واردات السوق الرمادية عن طريق فرض التمايز السعري. وتشمل الأسباب الأخرى منع المستخدمين من الوصول إلى محتوى ما في مناطقهم لأسباب قانونية (بسبب قوانين رقابية أو لعدم تمتّع الموزّع بحقوق ملكية فكرية معيّنة خارج منطقته المحدّدة).

## الوسائط المتعدّدة

### أقاليم الأقراص
تدعم تنسيقات الوسائط التي تشمل الدي في دي والبلو راي وقرص الوسائط العام استخدام ترميز المنطقة، إذ يستخدم الدي في دي ثمانية رموز مناطق (خُصّصت المنطقة 7 للاستخدام المستقبلي، بينما تُستخدم المنطقة 8 في «المناطق الدولية» مثل الطائرات وسفن الرحلات البحرية). تستخدم أقراص البلو راي ثلاثة رموز مناطق مقابلة لمناطق مختلفة حول العالم. تصدر معظم أقراص البلو راي مجّاناً في الوقت الحالي.
يمكن تغيير مناطق الدي في دي خمس مرات باستخدام أجهزة الكمبيوتر. يستخدم ويندوز ثلاثة عدّادات للمنطقة؛ عدّاد خاص به وآخر خاص بمحرك أقراص الدي في دي والأخير خاص بمشغّل برامج الكمبيوتر (لا يشتمل مشغّل برامج الكمبيوتر على عدّاد خاص به أحياناً، فيستخدم العدّاد الخاص بويندوز). بعد تغيير المنطقة الخامسة، يُضبط النظام على هذه المنطقة. أما في محركات أقراص الدي في دي الحديثة (من نوع آر بّي سي-2)، يُحفظ حجب المنطقة على أجهزتها، ما يجعل عملية فكّ الحجب عن محرّك الأقراص مستحيلة حتى وإن أُعيد تثبيت ويندوز أو استُخدم محرك الأقراص هذا على جهاز كمبيوتر آخر.
يجري التحقّق من مناطق البلو راي بواسطة برامج المشغّل، وليس عن طريق نظام الكمبيوتر أو محرّك الأقراص كما هو الحال في مناطق الدي في دي. يُخزّن رمز المنطقة في ملف أو سجل، إذ هناك اختراقات لإعادة تعيين عدّاد المنطقة لبرنامج المشغّل. يُعتبر رمز المنطقة جزءاً من البرنامج الدائم في المشغّلات المستقلّة.
هنالك برامج ومشغّلات متعدّدة الأقاليم لتجاوز رموز المنطقة.
يختبر الشكل الجديد لترميز المناطق الخاص بالبلو راي منطقة برنامج المشغّل، ويختبر أيضاً رمز البلد الخاص به. وهذا يعني أنه على الرغم من شغل الولايات المتّحدة الأمريكية واليابان للمنطقة أ، لن تُشغّل بعض الأقراص الأمريكية على الأجهزة/ البرامج المثبّتة في اليابان والعكس صحيح. يمتلك البلدان رمزان قطريان مختلفان (تمتلك الولايات المتّحدة 21843 أو5553 حسب نظام العدّ الستّ عشري، بينما تمتلك اليابان 19024 و4إيه50 حسب نظام العدّ الستّ عشري، أما كندا فتمتلك 17217 أو 4341 حسب نظام العدّ الستّ عشري).
يمتلك أي دي في دي-إتش دي 7.5.9.0 خياراً لإيقاف التحقّق من رمز البلد عن طريق استخدام القيمة 4294967295 أو FFFFFFFF (وهي أكبر قيمة يمكن كتابتها حسب ترقيم نظام العد الستة عشري). يقول مطوّرو البرامج أنه يمكن للمستخدمين أيضاً تغيير رمز البلد في قيمة السجل «رمز البلد الخاص بواحدة البود» بأنفسهم. (يجب إغلاق إني دي في دي قبل إجراء التغيير، وإعادة تشغيله بعد الانتهاء من التغيير).

### البرمجيات
تُعطّل بعض الميّزات الخاصة ببرامج معيّنة في حال تثبيت برامج الحاسب على جهاز كمبيوتر في منطقة معيّنة.
عُطّلت ميّزات برنامج النسخ سي دي كلون في إصداراته القديمة في كلّ من الولايات المتّحدة واليابان. قد يلغي تغيير إعدادات المنطقة واللغة أو الرقع على ويندوز (مثل اللغة الإنجليزية الكندية) حجب هذه الميّزات في البلدين. قرّرت سلاي سوفت تعطيل هذه الخيارات في الولايات المتّحدة الأمريكية لأسباب قانونية، إلا أن الغريب في الأمر هو عدم تعطيل أي ميّزات لبرنامج إني دي في غير القانوني في الولايات المتّحدة. لم يعد الإصدار الحالي من سي دي كلون (5.3.1.4) مقيّداً بالمنطقة.
تتوفّر الإصدارات الأحدث من برامج النسخ دي في دي فاب (9.1.5.0 أو الأعلى) بإصدار خاص بالولايات المتّحدة (دون ميّزة نسخ الوسائط الرقمية للبلو راي)، إذ يُحمّل هذه الإصدار إن حدّدت الصفحة الرئيسية لدي في دي فاب عنوان أي بي خاص بالولايات المتحدة، ويتوفّر إصدار آخر غير مخصص للولايات المتّحدة (مع ميزة نسخ الوسائط الرقمية للبلو راي). تسمح بعض صفحات الويب بتحميل الإصدار غير الأمريكي أيضاً في الولايات المتّحدة (يُخزّن الإصدار غير الأمريكي مباشرةً، إذ لا يوجد روابط تحميل على صفحة المطوّر الرئيسية).
أدرج برنامج سي كلينر بإصداره 5.45.6611 فحصاً إضافياً لحجب استخدامه في البلدان المحظورة.
توزّع بعض البرامج (كالألعاب) في إصدارات مختلفة خاصة لأجهزة الكمبيوتر مثل إن تي إس سي وبّي إل. في بعض الحالات، تُصمّم بعض البرامج لكي لا تعمل على أجهزة الكمبيوتر التي تحتوي على نظم تلفزيونية خاطئة، وذلك لتجنّب واردات السوق الرمادية أو قرصنة البرامج الدولية. بينما تعمل برامج أخرى على أجهزة الكمبيوتر التي تحتوي على كل من نظامي التلفزيون.
تبيع كاسبرسكي لاب منتجاتها المضادّة للفيروسات بأسعار مختلفة في مناطق مختلفة مستخدمةً رموز التنشيط الإقليمية. يمكن تنشيط برنامج ما اشتُري في بلد ما ضمن نطاق منطقة معيّنة في بلد آخر تابع للمنطقة ذاتها. يمكن استخدام البرنامج وتحميل التحديثات من مناطق أخرى بعد تنشيطه إن كان الترخيص صالحاً. قد يتسبّب تجديد الترخيص أو إعادة تثبيت البرامج في منطقة أخرى غير المنطقة التي اشتُري فيها ظهوراً لبعض المشاكل. تُحدّد المنطقة بواسطة عنوان الأي بي (لا يمكن التنشيط دون اتصال بالإنترنت)، لذا يوصى باستخدام شبكة خاصة افتراضية (في بّي إن) أو وكيل (بروكسي) للالتفاف حول التقييد.
تشمل مناطق كاسبرسكي ما يلي:
- المنطقة 1: كندا والولايات المتحدة والمكسيك وبرمودا.
- المنطقة 2: أوروبا الغربية والشرق الأوسط وجنوب إفريقيا ومصر واليابان.
- المنطقة 3: جنوب شرق آسيا.
- المنطقة 4: أمريكا الوسطى وأمريكا الجنوبية (ما عدا غيانا الفرنسية) وأوقيانوسيا، إذ عادةً ما تستخدم المكسيك برمجيات بإشارات تابعة للمنطقة 1 والمنطقة 4.
- المنطقة 5: إفريقيا والهند ورابطة الدول المستقلّة (تتضمن أيضاً كل من جمهورية التشيك واليونان وهنغاريا وبولندا ورومانيا وصربيا).
- المنطقة 6: البر الرئيسي للصين.
- المنطقة 7: المناطق الأخرى.
- المنطقة 8: المناطق الدولية الخاصة (الطائرات والبواخر، إلخ).

### صفحات الويب
يُستخدم الحجب الجغرافي على الإنترنت أساساً للتحكّم في الوصول إلى محتوى الوسائط المرخّص عبر شبكة الإنترنت لإعادة التشغيل في منطقة معيّنة بسبب ترتيبات الترخيص الإقليمي.

## ألعاب الفيديو
تُنفّذ عمليات الحجب الإقليمي الخاصة بألعاب الفيديو عبر طرق عدّة، مثل مصادقة الأجهزة/البرامج وتغيير مداخل الموصّل الكهربائي واختلافات الخراطيش وحجب عناوين الأي بي ورقع البرامج على شبكة الإنترنت. تحتوي معظم ألعاب الفيديو المعتمدة على لوحة المفاتيح ترميزاً للمنطقة.
تشمل المناطق الرئيسية ما يلي:
- اليابان وآسيا (إن تي إس سي-جاي).
- أمريكا الشمالية وأمريكا الجنوبية (إن تي إس سي-يو).
- أوروبا ونيوزلندا وأستراليا والشرق الأوسط والهند وجنوب إفريقيا (منطقة بّي إيه إل).
- الصين (إن تي إس سي-سي).